# Alfred Zappe
Alfred Zappe (* 17. März 1883 bei Breslau; † 13. Juli 1973 in Hannover) war ein deutscher Architekt und Heraldiker.

## Leben
Alfred Zappe wurde als Sohn eines Gärtnermeisters in der Nähe von Breslau geboren, von wo er 1905 zum Studium nach Hannover kam und später, in städtische Dienste getreten, sein Leben lang blieb. Als Architekt leitete er den Wiederaufbau der Michaeliskirche in Hildesheim. Später betreute er das Opernhaus in Hannover und leitete dessen Wiederaufbau nach 1945. Im Ruhestand war er bestrebt, auch den verbliebenen Fachwerkbauten im Stadtkern ihr vertrautes und vor allem der zerstörten Altstadt ihr neues Gesicht zu geben.
Dem Wappenwesen galt die besondere Aufmerksamkeit von Alfred Zappe. Die Heraldik hatte ihn schon als Schüler begeistert. Kaum in Hannover, war er bereits Mitglied im Heraldischen Verein „Zum Kleeblatt“ und lernte noch einige Gründungsmitglieder persönlich kennen. Alfred Zappe blieb dem Heraldischen Verein in Hannover fast 70 Jahre ein engagiertes Mitglied. Sein Einfluss auf das Vereinsleben schon in den Jahren nach 1918 und nach 1945 war gewinnbringend. Um den Wiederaufbau der Bibliothek hat er sich als Vorstandsmitglied große Verdienste erworben. 1960 wurde er zum Ehrenmitglied ernannt.
Alfred Zappe veröffentlichte noch im hohen Alter einige wesentliche Werke zum Wappenwesen. Im „Handbuch der Heraldik – Wappenfibel“, begründet durch Adolf Matthias Hildebrandt, wurde er in die Liste der wichtigsten Verfasser heraldischen Schrifttums und heraldischer Künstler aufgenommen.
Bis kurz vor seinem Tode im 91. Lebensjahr blieb Alfred Zappe geistig sehr rege und nahm Anteil am Geschehen in der Heraldik und des Heraldischen Vereins in Hannover. Als er am 13. Juli 1973 starb, stellte der Hannoversche Fechtklub seinem Ehrenpräsidenten eine Ehrenwache am Sarg. Zusammen mit einer großen Trauergemeinde nahmen zahlreiche Heraldiker aus dem Bundesgebiet Abschied von Alfred Zappe.
Zitat Alfred Zappe, 1967: „Man hat die Heraldik das ‚Blumenbeet der Geschichte‘ genannt. Damit das Blumenbeet frisch bleibt, damit es gepflegt und von Unkräutern freigehalten werden kann, bedarf es einiger gärtnerischer Grundkenntnisse.“

## Schriften
- Wappen – Versuch einer gemeinfasslichen Wappenlehre. 2. Auflage. Starcke, Limburg/Lahn 1967.
- Grundriss der Heraldik. Starcke, Limburg/Lahn 1968.